# Totarpagölen
Totarpagölen är en sjö i Gnosjö kommun i Småland och ingår i Nissans huvudavrinningsområde.